# Funiculaire du Châtelard
Le funiculaire du Châtelard est un funiculaire de Suisse situé dans le canton du Valais, sur la commune de Finhaut. Il relie le village du Châtelard et sa gare ferroviaire aux abords du barrage d'Émosson via le village de Giétroz. Avec le petit train panoramique d'Émosson et le Minifunic, il est intégré au complexe touristique Verticalp Emosson.

## Caractéristiques
Construit en 1919, il a été le funiculaire le plus raide du monde avec un système à deux cabines (87 %). Il relie le village du Châtelard (1 125 m) aux Montuires (1 825 m), en passant par le village de Giétroz (1 357 m).
Il présente plusieurs caractéristiques diverses : des variations de déclivités, des rayons en plan et en élévation et des trains de galets aériens dans certains raccordements concaves. Jusqu'à l'automne 2012, un wagon ballast circula sur le quart supérieur du parcours. Il servait à compenser une partie de la différence de poids du câble de la cabine aval, permettant ainsi de limiter l'effort sur le moteur électrique, donc la consommation.